# Видинская область
Ви́динская о́бласть (болг. Област Видин) — область в Северо-Западном регионе Болгарии. Граничит с Сербией и Румынией.
Видинская область занимает площадь 3033 км², на которой проживает 101 018 жителей (2011). Административный центр — город Видин.

## Общины Видинской области
Административно область делится на 11 общин:
1. Община Белоградчик
2. Община Бойница
3. Община Брегово
4. Община Грамада
5. Община Димово
6. Община Кула
7. Община Макреш
8. Община Ново-Село
9. Община Ружинци
10. Община Чупрене
11. Община Видин

см. также Города Видинской области

## Население
| Этнические группы (2011) | Этнические группы (2011) | Этнические группы (2011) | Этнические группы (2011) | Этнические группы (2011) |
| Этническая группа        |                          |                          | Процент                  |                          |
| ------------------------ | ------------------------ | ------------------------ | ------------------------ | ------------------------ |
| Болгары                  |                          |                          | 91.2 %                   |                          |
| Цыгане                   |                          |                          | 7.7 %                    |                          |
| Другие                   |                          |                          | 1.1 %                    |                          |

## Достопримечательности
Близ белоградчиковской деревни Рабиша находится пещера Магура, в которой обнаружен древнейший в Европе неолитический солнечный календарь, состоящий из 365 дней.